# Square Castan

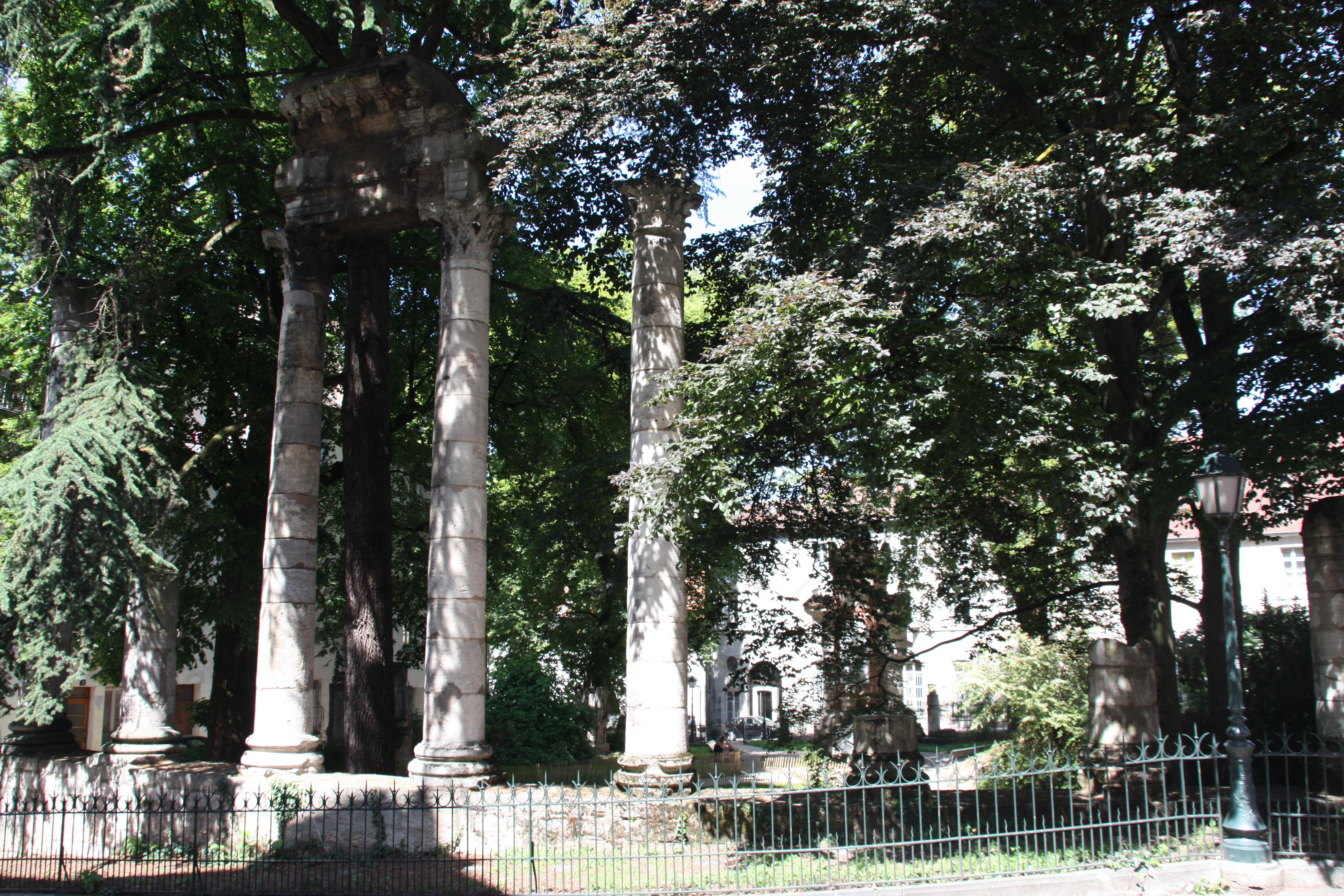
Square Castan in Besançon (Frankrijk)

De Square Castan is een plein, aangelegd als een park, in het centrum van de stad Besançon (departement Doubs) in de Franse streek Franche-Comté. Het plein ligt naast de kathedraal Saint-Jean. De naam van het plein verwijst naar Auguste Castan (1833-1892), historicus van Besançon in de 19e eeuw.
Op het plein liet Castan opgravingen uitvoeren (circa 1870) van stukken van Romeinse gebouwen. De Romeinen noemden Besançon Vesontio. De bouwwerken dateren uit de 2e en 3e eeuw. Het gaat om een nymphaeum of verzamelbekken voor water, dat een aquaduct komende uit Arcier aanvoer tot in het centrum van Vesontio. Daarnaast werden er acht Korinthische zuilen opgegraven en delen van een halfcirkelvormig gebouw. De halve cirkel was ofwel een theater ofwel een verhoogd platform van een forum.
Zowel de Romeinse resten van Vesontio als het park van Square Castan zijn beschermd erfgoed in Frankrijk.

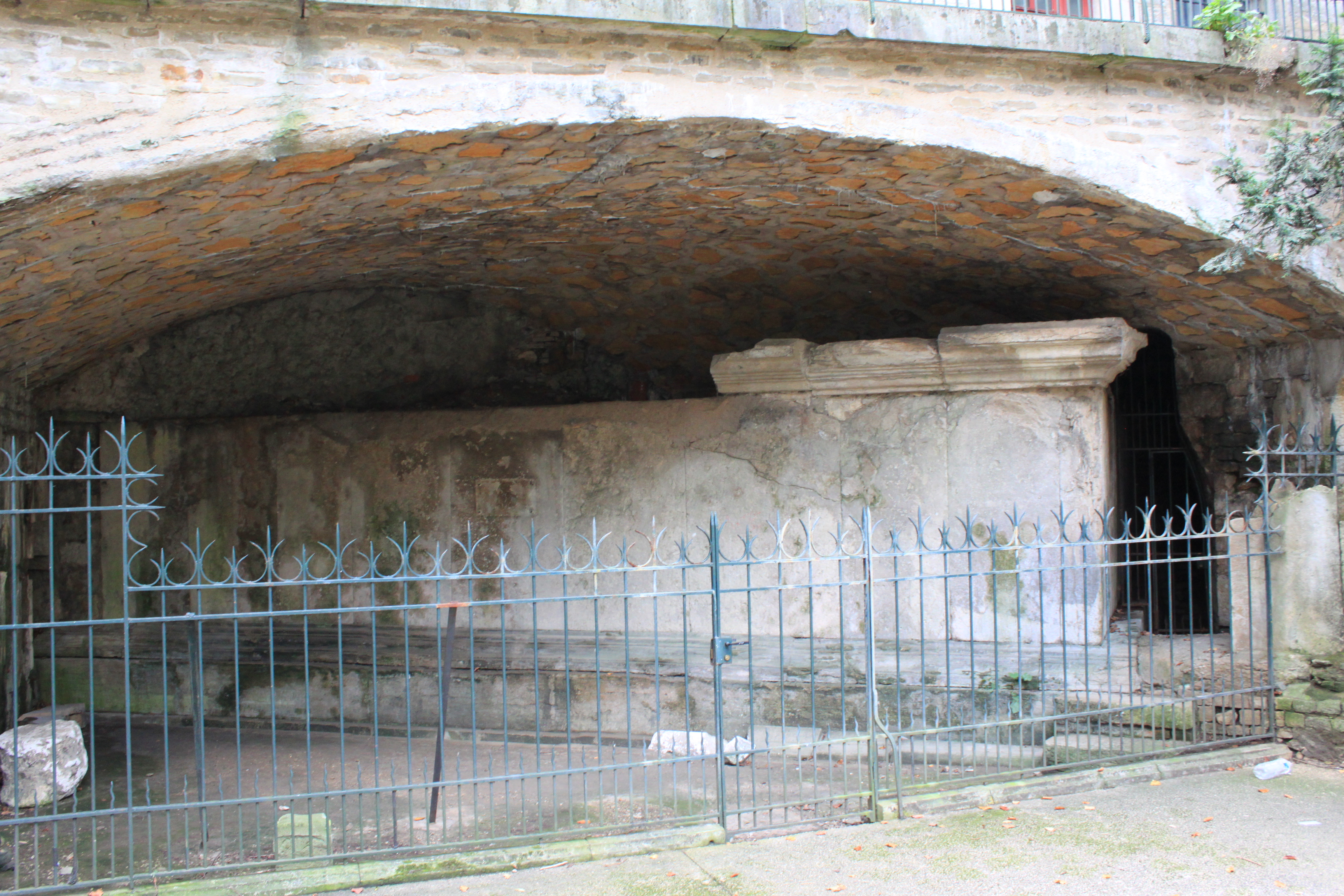
nymphaeum onder de straat
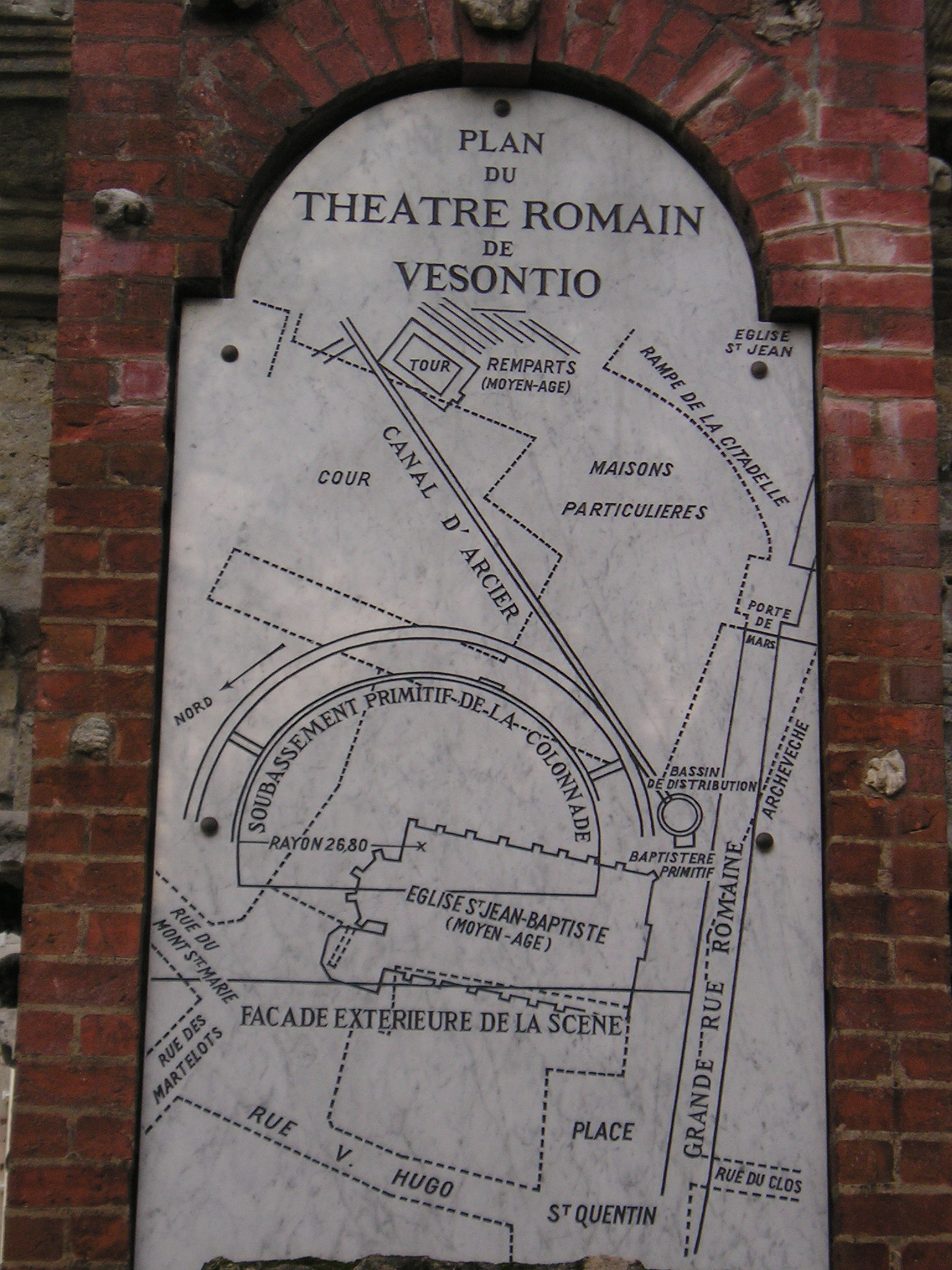
Plattegrond van deel van Vesontio